# 新村卓実
新村 卓実（しんむら たかみ、1953年 - ）は、日本の政治家。北海道奥尻郡奥尻町長（4期）、奥尻町議会議員。

## 経歴
奥尻町生まれ。1975年3月千葉商科大学商経学部卒。同年、家業である運送会社に入った。1983年、奥尻町議会議員に初当選。町長選出馬のため町議を辞職するまで7期務めた。その間、1997年から2003年までと、2005年から2009年まで同議会議長を務めた。

### 2009年奥尻町長選挙
2009年、現職の和田良司を破って、奥尻町長に初当選した。
※当日有権者数：2,889人 最終投票率：87.78%（前回比：-pts）
| 候補者名 | 年齢 | 所属党派 | 新旧別 | 得票数  | 得票率 | 推薦・支持 |
| -------- | ---- | -------- | ------ | ------- | ------ | ---------- |
| 新村卓実 | 56   | 無所属   | 新     | 1,319票 | 52.9%  | -          |
| 和田良司 | 62   | 無所属   | 現     | 1,175票 | 47.1%  | -          |

2013年ならびに2017年の町長選共に無投票で当選を決める。2021年の町長選でも無投票で4選を果たした。